# Monte-Carlo Rolex Masters 2022
Monte-Carlo Rolex Masters 2022 byl profesionální tenisový turnaj mužů hraný jako součást okruhu ATP Tour v Monte Carlo Country Clubu na otevřených antukových dvorcích. Probíhal mezi 10. až 17. dubnem 2022 ve francouzském příhraničním městě Roquebrune-Cap-Martin u Monte Carla jako stý patnáctý ročník turnaje.
Turnaj dotovaný 5 802 475 eury patřil do kategorie ATP Tour Masters 1000. Potřinácté se oficiálním generálním sponzorem stala švýcarská hodinářská společnost Rolex. V rámci kategorie Masters 1000 se nejednalo o událost s povinným startem hráčů. Zvláštní pravidla tak upravovala přidělování bodů i počet hráčů. Z hlediska startujících do soutěže dvouhry a čtyřhry nastoupil počet tenistů obvyklý pro nižší kategorii ATP Tour 500, zatímco body byly přiděleny podle rozpisu kategorie Masters 1000.
Nejvýše nasazeným hráčem ve dvouhře se stal první tenista světa Novak Djoković ze Srbska, kterého po volném losu vyřadil pozdější finalista  Alejandro Davidovich Fokina. Španěl se tak po skončení premiérově posunul do elitní světové třicítky, na 27. místo. Jako poslední přímý účastník do singlové soutěže nastoupil 57. hráč žebříčku, Francouz Arthur Rinderknech. V důsledku invaze Ruska na Ukrajinu na konci února 2022 řídící organizace tenisu ATP, WTA a ITF s grandslamy rozhodly, že ruští a běloruští tenisté mohli dále na okruzích startovat, ale do odvolání nikoli pod vlajkami Ruska a Běloruska.
Osmý singlový titul na okruhu ATP Tour a druhý z Masters vybojoval 23letý Řek Stefanos Tsitsipas, který jako šestý hráč otevřené éry obhájil v Monaku trofej. Čtyřhru ovládl první světový, americko-britský pár Rajeev Ram a Joe Salisbury, jehož členové získali šestou společnou trofej a první takovou na antuce.

## Rozdělení bodů a finančních odměn

### Rozdělení bodů
| Soutěž  | Soutěž | vítězové | finalisté | semifinalisté | čtvrtfinalisté | 16 v kole | 32 v kole | 56 v kole | Q  | Q2 | Q1 |
| ------- | ------ | -------- | --------- | ------------- | -------------- | --------- | --------- | --------- | -- | -- | -- |
| dvouhra | [ 2 ]  | 1000     | 600       | 360           | 180            | 90        | 45        | 10        | 25 | 16 | 0  |
| čtyřhra | [ 5 ]  | 1000     | 600       | 360           | 180            | 90        | 45        | 0         | —  | —  | —  |

### Finanční odměny
| Soutěž                                | Soutěž      | vítězové  | finalisté | semifinalisté | čtvrtfinalisté | 16 v kole | 32 v kole | 56 v kole | Q2      | Q1      |
| ------------------------------------- | ----------- | --------- | --------- | ------------- | -------------- | --------- | --------- | --------- | ------- | ------- |
| dvouhra                               | [ 2 ] [ 6 ] | 836 355 € | 456 720 € | 249 640 €     | 136 225 €      | 72 865 €  | 39 070 €  | 21 650 €  | 9 205 € | 5 025 € |
| čtyřhra                               | [ 5 ]       | 256 610 € | 139 390 € | 76 560 €      | 42 240 €       | 23 230 €  | 17 580 €  | —         | —       | —       |
| částky ve čtyřhře jsou uvedeny na pár |             |           |           |               |                |           |           |           |         |         |

## Dvouhra mužů

### Nasazení
| Stát                         | Hráč                  | ATP | Nasazení |
| ---------------------------- | --------------------- | --- | -------- |
| Srbsko                       | Novak Djoković        | 1.  | 1.       |
| Německo                      | Alexander Zverev      | 3.  | 2.       |
| Řecko                        | Stefanos Tsitsipas    | 5.  | 3.       |
| Norsko                       | Casper Ruud           | 7.  | 4.       |
|                              | Andrej Rubljov        | 8.  | 5.       |
| Kanada                       | Félix Auger-Aliassime | 9.  | 6.       |
| Spojené království           | Cameron Norrie        | 10. | 7.       |
| Španělsko                    | Carlos Alcaraz        | 11. | 8.       |
| Itálie                       | Jannik Sinner         | 12. | 9.       |
| USA                          | Taylor Fritz          | 13. | 10.      |
| Polsko                       | Hubert Hurkacz        | 14. | 11.      |
| Argentina                    | Diego Schwartzman     | 16. | 12.      |
| Španělsko                    | Pablo Carreño Busta   | 17. | 13.      |
| Španělsko                    | Roberto Bautista Agut | 19. | 14.      |
| Gruzie                       | Nikoloz Basilašvili   | 20. | 15.      |
| Itálie                       | Lorenzo Sonego        | 21. | 16.      |
| Žebříček ATP k 4. dubnu 2022 |                       |     |          |

### Jiné formy účasti

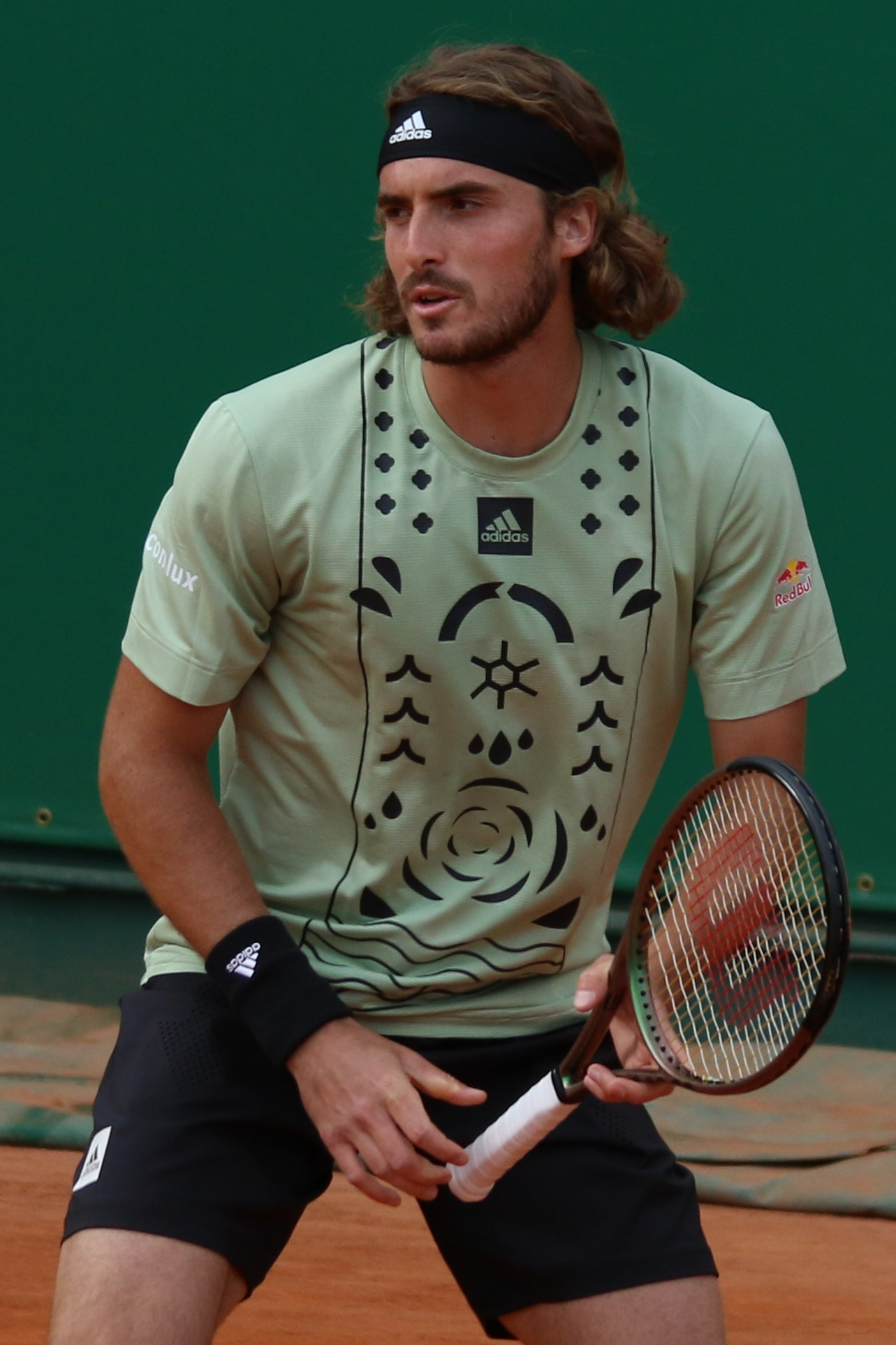
Vítěz Stefanos Tsitsipas

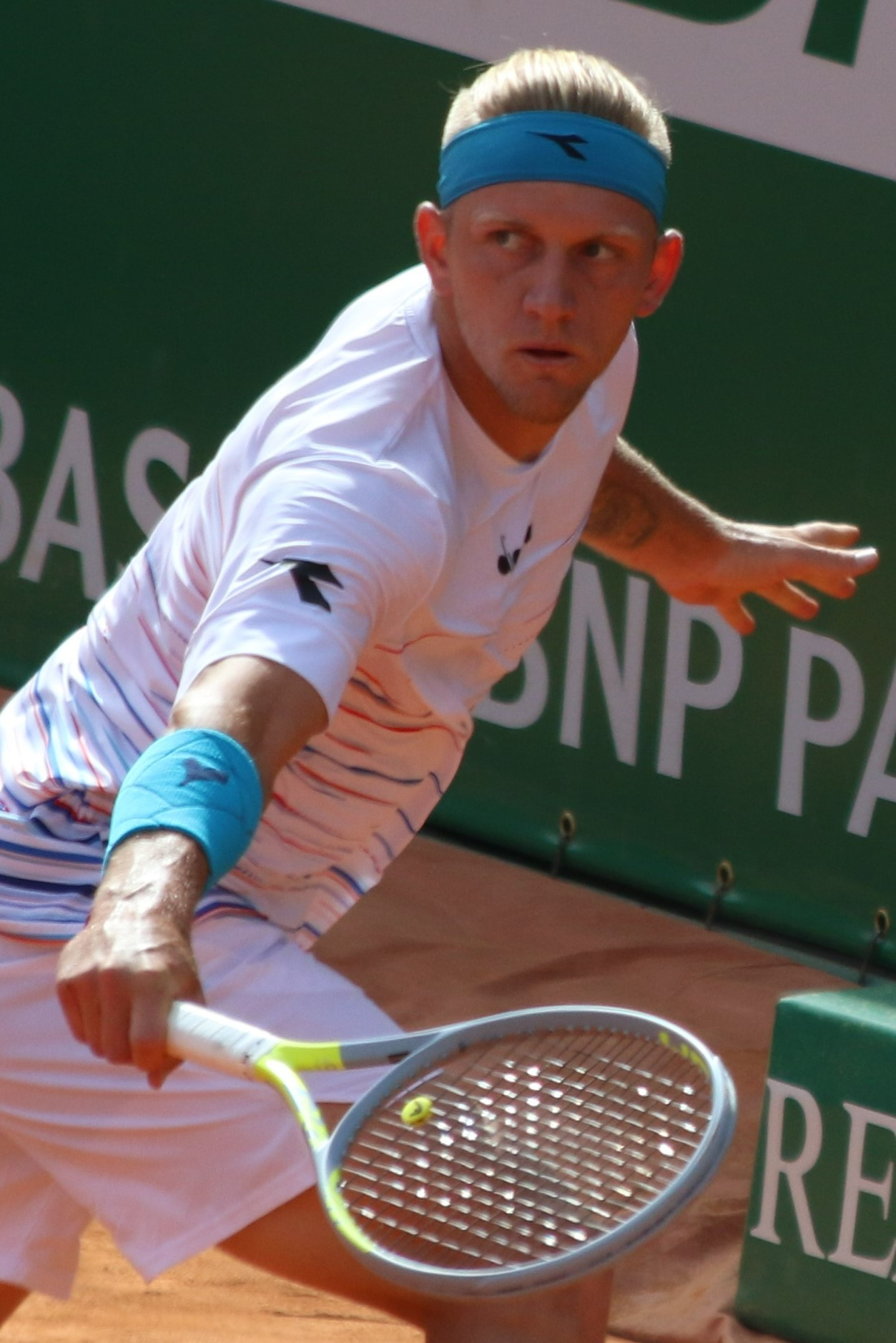
Poražený finalista Alejandro Davidovich Fokina

Následující hráči obdrželi divokou kartu do hlavní soutěže:
- Lucas Catarina
- David Goffin
- Jo-Wilfried Tsonga
- Stan Wawrinka

Následující hráč nastoupil pod žebříčkovou ochranou:
- Borna Ćorić

Následující hráči se do hlavní soutěže probojovali z kvalifikace:
- Sebastián Báez
- Hugo Dellien
- Jiří Lehečka
- Jaume Munar
- Holger Rune
- Emil Ruusuvuori
- Bernabé Zapata Miralles

Následující hráči postoupili z kvalifikace jako šťastní poražení:
- Benjamin Bonzi
- Maxime Cressy
- Oscar Otte

#### Odhlášení
před zahájením turnajem
- Roberto Bautista Agut → nahradil jej  Benjamin Bonzi
- Matteo Berrettini → nahradil jej  Arthur Rinderknech
- Cristian Garín → nahradil jej  Oscar Otte
- Dominik Koepfer → nahradil jej  Marcos Giron
- Daniil Medveděv → nahradil jej  Tallon Griekspoor
- Gaël Monfils → nahradil jej  Maxime Cressy
- Rafael Nadal → nahradil jej  Benoît Paire
- Dominic Thiem → nahradil jej  Lorenzo Musetti

## Mužská čtyřhra

### Nasazení
| USA                                                                                   | Rajeev Ram            | Spojené království | Joe Salisbury     | 3   | 1  |
| Chorvatsko                                                                            | Nikola Mektić         | Chorvatsko         | Mate Pavić        | 7.  | 2. |
| Španělsko                                                                             | Marcel Granollers     | Argentina          | Horacio Zeballos  | 11. | 3. |
| Francie                                                                               | Pierre-Hugues Herbert | Francie            | Nicolas Mahut     | 15. | 4. |
| Německo                                                                               | Tim Pütz              | Nový Zéland        | Michael Venus     | 20. | 5. |
| Kolumbie                                                                              | Juan Sebastián Cabal  | Kolumbie           | Robert Farah      | 24. | 6. |
| Nizozemsko                                                                            | Wesley Koolhof        | Spojené království | Neal Skupski      | 31. | 7. |
| Salvador                                                                              | Marcelo Arévalo       | Nizozemsko         | Jean-Julien Rojer | 51. | 8. |
| Žebříček ATP k 4. dubnu 2022; číslo je součtem žebříčkového postavení obou členů páru |                       |                    |                   |     |    |

### Jiné formy účasti
Následující páry obdržely divokou kartu do hlavní soutěže:
- Romain Arneodo /  Hugo Nys
- Marcelo Melo /  Alexander Zverev
- Petros Tsitsipas /  Stefanos Tsitsipas

#### Odhlášení
před zahájením turnajem
- Jamie Murray /  Bruno Soares → nahradili je  Rohan Bopanna /  Jamie Murray
- John Peers /  Filip Polášek → nahradili je   Aslan Karacev /  John Peers
- Raven Klaasen /  Ben McLachlan → nahradili je  Nikoloz Basilašvili /  Alexandr Bublik

## Přehled finále

### Mužská dvouhra
- Stefanos Tsitsipas vs.  Alejandro Davidovich Fokina, 6–3, 7–6(7–3)

### Mužská čtyřhra
- Rajeev Ram /  Joe Salisbury vs.  Juan Sebastián Cabal /  Robert Farah, 6–4, 3–6, [10–7]